# Тихвинский вагоностроительный завод
Ти́хвинский ваго́нострои́тельный заво́д (АО «ТВСЗ») — крупное предприятие железнодорожного машиностроения России, один из крупнейших производителей грузовых вагонов в России.
АО «Тихвинский вагоностроительный завод» является производственным центром железнодорожного холдинга Объединённая вагонная компания.
Официальный запуск производства состоялся в январе 2012 года.

## История
Завод был построен по проекту greenfield (с нуля) на территории одного из советских индустриальных гигантов Северо-Запада — тихвинского завода «Трансмаш», ранее филиала производственного объединения «Кировский завод».
Строительство завода началось в январе 2008 года. В этом же году наблюдательный совет «Внешэкономбанка» (ВЭБ) под председательством премьер-министра РФ Владимира Путина одобрил участие банка в финансировании проекта строительства.
В создании производства и продукции использованы инженерно-технические, конструкторские и технологические решения от международных компаний из Германии, Австрии, Великобритании, Словении, Канады, Испании, США, Чехии, Бельгии, Финляндии. Проектированием завода, его технологическим вооружением, управлением строительными работами, а также сдачей в эксплуатацию занималась инжиниринговая компания ЗАО «ИСМ» (совместное предприятие Группы ИСТ и израильской компании Baran Group).
Планированием оборудования литейного корпуса и разработкой технологии занималась немецкая консалтинговая компания — Krapohl-Wirth Foundry Consulting Group GmbH.
В июле 2008 года был введено в эксплуатацию опытно-экспериментальное производство мощностью 100 вагонов в год.
Поставка на завод первого промышленного оборудования началась в апреле 2010 года. В июле этого же года произведен запуск первой очереди литейного производства ТВСЗ мощностью 6 000 тонн железнодорожного литья в год.
Ключевой компонент продукции завода — вагонная тележка Barber, которая разработана российскими инжиниринговыми центрами совместно с американской компанией Standard Car Truck. В 2010 году на заводе был испытан первый опытный образец, изготовленный в России.

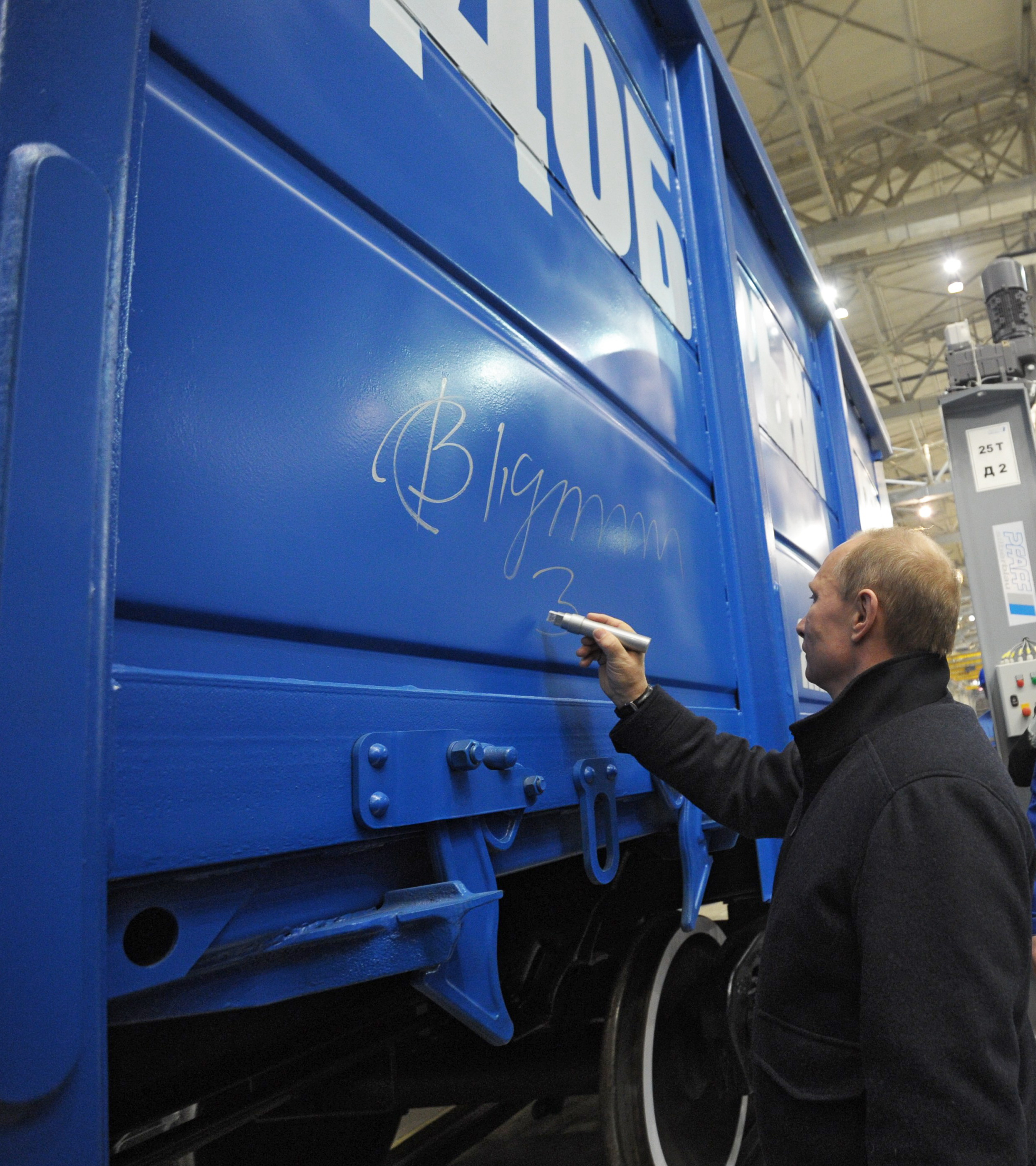
Владимир Путин посещает ТВСЗ, 2012 год

В марте 2011 года Тихвинский вагоностроительный завод направил первую партию грузовых вагонов-хопперов для проведения опытной подконтрольной эксплуатации.
Официальное открытие завода состоялось 30 января 2012 года. По словам Владимира Путина, «именно такие, высокотехнологичные проекты — шаг за шагом — меняют структуру отечественной экономики, возрождают российскую промышленность, формируют другое качество занятости — эффективные, интересные рабочие места для инженеров и квалифицированных рабочих».
В мае 2012 года для управления деятельностью ТВСЗ была учреждена ООО «Объединенная Вагонная Компания».
В июне 2013 года ТВСЗ получил «Премию развития» Внешэкономбанка в номинации «Лучший проект в отраслях промышленности».
В сентябре 2013 года Сибирская угольная энергетическая компания (СУЭК) и Объединённая Вагонная Компания подписали договор о поставке до 6 000 вагонов производства Тихвинского вагоностроительного завода. В 2015 году СУЭК объявила о покупке ещё 7 000 вагонов.
В июле 2014 года на заводе выпущен 10 000-й грузовой вагон.
В июне 2016 года Тихвинский вагоностроительный завод стал лауреатом премии Екатерины Дашковой в номинации «Меценат» за реализацию проекта библиотеки-социокультурного центра «Тэффи».
В августе 2016 года ТВСЗ стал лауреатом премии «Предприятие года-2016».
В октябре 2016 года на мощностях Тихвинского вагоностроительного завода стартовал выпуск комплектующих из высокопрочного чугуна с изотермической закалкой. Мощность производства — 30 000 вагонокомплектов в год.
В июне 2017 года на Тихвинский вагоностроительный завод выпустил юбилейный 50 000 вагон.
В августе 2017 года полувагон с разгрузочными люками модели 12-9853 производства ТВСЗ стал победителем конкурса ОАО «РЖД» на лучшее качество подвижного состава и сложных технических систем.
В сентябре 2017 года ТВСЗ получил сертификат качества AAR (Association of American Railroads, Ассоциация американских железных дорог). В том же месяце завод приступил к экспортной отгрузке крупного вагонного литья в страны Северной Америки.
В декабре 2017 года Тихвинский вагоностроительный завод получил сертификат на соответствие международному стандарту ISO/TS 22163:2017.
В августе 2018 года ТВСЗ получил статус поставщика Deutsche Bahn, крупнейшего железнодорожного оператора Европейского союза, а также прошёл сертификацию по европейскому стандарту EN 15085 «Сварка железнодорожных транспортных средств и их элементов».
В декабре 2019 года на Тихвинской промышленной площадке был выпущен 100 000-й вагон со дня запуска Тихвинского вагоностроительного завода в январе 2012 года.
В 2021 году НПК «Объединенная Вагонная Компания» получила в Европейском железнодорожном агентстве (The European Union Agency for Railways) разрешение на эксплуатацию на железных дорогах Евросоюза вагонов, построенных на Тихвинском вагоностроительном заводе.

## Производство и продукция
Предприятие выпускает грузовые вагоны нового (пятого) поколения на тележках с увеличенной осевой нагрузкой 25 тс. Производственные мощности ТВСЗ — 18 400 грузовых вагонов, 67 000 колёсных пар и 30 000 вагонокомплектов литья в год. В 2017 году завод изготовил первую партию грузовых вагонов с осевой нагрузкой 27 тс для прохождения комплекса испытаний на ОАО «РЖД».

## Кадровая и социальная политика
По состоянию на конец 2021 года численность персонала ТВСЗ составляет 7 000 человек, более 50 % из них — местные жители.
Кадровая политика ТВСЗ включает социальный пакет, компенсации и льготы, обучение и повышение квалификации сотрудников.
Тихвинский вагоностроительный завод при поддержке местной администрации реализует программу развития города Тихвина.

## Управление
Тихвинский вагоностроительный завод входит в состав Научно-производственной корпорации «Объединенная Вагонная Компания». Управляющий директор АО «ТВСЗ» Евгений Кузьменко.